# 岩家垅乡
岩家垅乡，是中华人民共和国湖南省怀化市溆浦县下辖的一个乡镇级行政单位。

## 行政区划
岩家垅乡下辖以下地区：
凤凰村、长潭村、官庄村、岩门村、白花村、云坡村、洞底湾村、刘家垴村、举福塘村、向家排村、梅花村和黄花溪村。